# Antonio Ecarri
Antonio Ecarri, né en 1974 à Valencia, est un homme politique vénézuélien.

## Biographie
Il est né en 1974 à Valencia. Candidat lors des élections législatives vénézuéliennes de 2010, il échoue à se faire élire.
En 2012, alors qu'il est membre de Volonté populaire, il est candidat aux primaires d'opposition pour la mairie de Libertador. En 2021, il est de nouveau candidat à la mairie de Libertador.
Il est candidat à l'élection présidentielle vénézuélienne de 2024.